# Baco (månekrater)
Baco er et nedslagskrater på Månen. Det befinder sig i det forrevne sydlige højland på Månens forside og er opkaldt efter den franciskaneren Roger Bacon (ca. 1214 – 1294).
Navnet blev officielt tildelt af den Internationale Astronomiske Union (IAU) i 1935.  Skønt krateret er opkaldt efter englænderen Roger Bacon, blev navnet valgt af tyskeren Mädler. Det er årsagen til, at kraternavnet blev Baco i stedet for Bacon.

## Omgivelser
Der er adskillige mindre kratere i det omgivende terræn, herunder satellitkratererne "Baco A" lige mod syd og "Baco B" mod nordvest. Længere mod nord ligger Breislakkrateret, og i samme afstand mod nordøst Idelerkrateret. Længere mod vest ligger Cuviekrateret, mens Asclepikkrateret ligger i sydøstlig retning. 

## Karakteristika
Randen og den indre væg er eroderet og nedslidt af utallige små nedslag efter kraterets dannelse. Som følge heraf er de mulige terrasser blevet udjævnet, og randen er dækket af adskillige småkratere. Kraterbunden er næsten flad uden nogen karakteristisk central top i centrum og uden betydende småkratere.

## Satellitkratere
De kratere, som kaldes satellitter, er små kratere beliggende i eller nær hovedkrateret. Deres dannelse er sædvanligvis sket uafhængigt af dette, men de får samme navn som hovedkrateret med tilføjelse af et stort bogstav. På kort over Månen er det en konvention at identificere dem ved at placere dette bogstav på den side af satellitkraterets midte, som ligger nærmest hovedkrateret. Bacokrateret har følgende satellitkratere:
| Baco | Længde  | Bredde   | Diameter |
| ---- | ------- | -------- | -------- |
| D    | 32,5° S | 128,0° Ø | 34 km    |
| K    | 36,3° S | 126,8° Ø | 29 km    |
| L    | 36,3° S | 126,2° Ø | 73 km    |
| Q    | 36,1° S | 122,5° Ø | 28 km    |
| W    | 32,2° S | 123,9° Ø | 50 km    |

## Måneatlas
- Billeder af Bacokrateret i LPI-måneatlasset